# César Falletti
César Alejandro Falletti dos Santos (* 2. Dezember 1992 in Artigas) ist ein uruguayischer Fußballspieler, welcher aktuell bei der US Cremonese unter Vertrag steht und an die SSC Bari ausgeliehen ist.

## Karriere
Der nach Angaben seines Vereins 1,75 Meter große Mittelfeldspieler begann seine Laufbahn 2011 beim Erstligisten Club Atlético Cerro. In der Clausura 2012 kam er dort zu neun Einsätzen (ein Tor) in der Primera División, bei denen er meist noch eingewechselt wurde. 
In der Saison 2011/12 wurde er wegen Beteiligung an einer Schlägerei anlässlich der am 6. Mai 2012 ausgetragenen Erstliga-Begegnung zwischen den Vereinen Cerro Largo FC und Club Atlético Cerro im Juli 2012 gemeinsam mit insgesamt zehn weiteren Profifußballern von der uruguayischen Justiz angeklagt. Dies waren Pablo Bentancur, Andrés Ravecca, Mathías Rolero, Marcos Otegui, Gonzalo Viera, Gustavo Varela, Óscar Morales, Marcel Román, Emiliano García und Carlos Figueredo. Gegen Washington Camacho richtete sich in diesem Zusammenhang zudem eine Anklage wegen Körperverletzung.
In der Spielzeit 2012/13 war "Baxho" Falletti in der Apertura Stammspieler, bestritt alle 15 Partien von Beginn an und erzielte einen weiteren Treffer. In der Clausura 2013 absolvierte er 15 Partien (drei Tore).
Nachdem der Uruguayer im August 2013 die italienische Staatsbürgerschaft erhalten hatte, unterzeichnete er kurz vor Ende der Transferperiode einen Vierjahresvertrag beim Zweitligisten Ternana Calcio mit Spielbetrieb in der Serie B. Sein Ligadebüt für Ternana gab der Uruguayer einen Tag später im Auswärtsspiel bei der AS Cittadella. Insgesamt lief er in der Spielzeit 2013/14 in 24 Ligaspielen für die Italiener auf. Ein Tor erzielte er nicht. In den beiden Folgespielzeiten 2014/15 und 2015/16 kam er in 20 (ein Tor) bzw. 40 (zehn Tore) Ligaspielen zum Einsatz. Während der Saison 2016/17 erzielte er sieben Treffer bei 41 Ligaeinsätzen. Saisonübergreifend stehen für ihn zudem vier absolvierte Partien (kein Tor) der Coppa Italia zu Buche. Im Juli 2017 wechselte er innerhalb Italiens zum FC Bologna.